# José Maria Pereira de Campos
José Maria Pereira de Campos (1810  — 1864) foi um militar, engenheiro e político brasileiro.
Foi eleito deputado na Assembleia Constituinte e Legislativa Farroupilha, em 1842.
Em 1850, como capitão, foi encarregado de projetar, levantar planta e fazer orçamento do Forte de D. Pedro II de Caçapava, com orientação para reduzir tudo ao necessário. O projeto foi orçado em 80:789$162 réis, com planta em formato poligonal hexagonal, baluartes pentagonais nos vértices, em pedra bruta, muralhas de 7,75 metros acima dos alicerces, e um perímetro externo de 611,70 metros. Os trabalhos de preparação e risco do terreno foram iniciados ainda em Setembro do mesmo ano, mediante acordo com o proprietário do terreno, sem que houvesse a posse formal do mesmo. A compra do terreno só foi autorizada a 14 de Dezembro de 1850, e formalizada a 7 de Janeiro de 1851, ao custo de 1:155$000 réis . Em 1855, as obras do forte na vila de Caçapava prosseguiam, sob a supervisão do agora major José Maria Pereira de Campos
Em 1861 foi encarregado, já como tenente-coronel, de escolher e demarcar o terreno mais apropriado para a construção da câmara municipal, júri e cadeia de Cachoeira do Sul.
Como coronel foi encarregado de organizar a colônia de Ijuí, que traria mais europeus à região das Missões.
Era cavaleiro da Imperial Ordem de Cristo.